# I Am Legend
I Am Legend (Nederlands: Ik ben een legende) is een Amerikaanse post-apocalyptische horror-, sciencefiction- en actiefilm uit 2007, geregisseerd door Francis Lawrence. De hoofdrol wordt vertolkt door Will Smith. I Am Legend is een verfilming van het gelijknamige boek uit 1954, geschreven door Richard Matheson. Eerdere filmbewerkingen waren The Last Man on Earth (1964) en The Omega Man (1971).

## Verhaal
In 2009 tracht een wetenschapster een behandeling tegen kanker te ontwikkelen door het mazelenvirus aan te passen. Hierbij ontstaat echter een vreselijk virus dat zich snel verspreidt: 90 procent van de wereldbevolking wordt besmet en voor het grootste deel daarvan betekent het virus de dood. 5,4 miljard mensen sterven door het virus. De overgeblevenen bestaan uit de geïnfecteerden (588 miljoen, een soort vampierachtigen, gezien dat ze niet tegen daglicht kunnen) en een minuscuul aantal mensen (12 miljoen) die immuun zijn voor het virus. Ook de meeste dieren (waaronder honden) zijn immuun, maar dan alleen voor het door de lucht verspreide virus. Ze kunnen wel geïnfecteerd worden door een beet van een geïnfecteerd mens of dier. Robert Neville (Will Smith) probeert wanhopig om een middel te vinden tegen dit virus. Om zijn vrouw en dochter (Salli Richardson en Willow Smith) te beschermen, probeert hij hen weg te sturen naar het platteland. Echter, zij sterven tijdens een helikopterongeluk in New York op het moment dat ze opstijgen om te vluchten.
Neville leeft de volgende drie jaar samen met zijn hond in zijn appartement op Washington Square Park 11. Rond dit huis heeft hij verschillende verdedigingsmiddelen opgesteld, zoals Uv-verlichting en explosieven. Op een gegeven moment vangt hij een vrouwelijke geïnfecteerde, waarop hij proeven doet om zo een geneesmiddel te vinden. Wanneer ook zijn hond Sam geïnfecteerd wordt door een beet van een hond met het virus en hij Sam moet wurgen, zint hij op wraak. In het midden van de nacht gaat hij op zoek naar zijn vijanden, maar zijn jeep wordt op zijn dak getild en hij zit erin gevangen. Dan wordt hij bevrijd door een vrouw, Anna en haar zoontje (Alice Braga en Charlie Tahan) die op weg zijn naar een kolonie overlevenden in Vermont. Neville zegt dat er buiten hun drie geen overlevenden zijn en dat er dus geen kolonie bestaat.
Anna maakte een fout: ze wachtte niet tot het licht was om naar het huis van Neville te gaan. Hierdoor konden de geïnfecteerden hen volgen en wisten ze dus waar ze zaten. De verdedigingsmiddelen die Neville opgesteld had, falen en ze worden aangevallen. Ze trekken zich terug in de kelder waar Neville zijn experimenten deed. Tot hun verbazing zien ze dat de vrouw die geïnfecteerd was met het virus, aan het genezen is. Neville offert zichzelf op zodat Anna en Ethan zichzelf kunnen redden. Neville zegt Ethan en Anna in de schouw te gaan zitten, dat is de enige veilige plaats. Hij tapt een reageerbuisje met bloed af van de geïnfecteerde vrouw en geeft het aan hen, want in haar bloed zit het geneesmiddel. Dan zegt hij ze te wachten tot de volgende dag om dan te vertrekken naar de kolonie overlevenden. Hij sluit de schouw en wacht tot de geïnfecteerden door de glazen wand van het lab beuken. Dan laat hij een granaat in zijn hand ontploffen, waardoor de aanwezige geïnfecteerden om het leven komen maar ook hijzelf. Hij heeft zichzelf opgeofferd, zodat de mensheid kan worden gered. Ethan en Anna kunnen vluchten de volgende dag en komen veilig aan in de kolonie voor overlevenden in Vermont. Deze wordt bewaakt door zwaargewapende soldaten en is omgeven door een metershoge dikke omwalling.

### Alternatief einde
De Special Edition dvd van I Am Legend bevat een alternatief einde. In dit einde blijkt dat de geïnfecteerden alleen komen voor de vrouw in de cabine in Nevilles lab. Deze vrouw is de geliefde van de leider van de geïnfecteerden. Om deze te overhandigen moet hij de deuren openen en door een groep geïnfecteerden lopen. Ze laten hem gaan uit dank dat hij haar overhandigde. Ethan, Anna en Neville gaan samen met de auto naar Vermont. De film sluit af met de zin "You are not alone". Ook blijkt in dit einde dat Neville, Ethan en Anna nog steeds boodschappen versturen over de radio. Dit bleek niet in het officiële einde.

## Rolverdeling
| Acteur           | Personage      |
| ---------------- | -------------- |
| Will Smith       | Robert Neville |
| Salli Richardson | Ginny Neville  |
| Willow Smith     | Marley Neville |
| Alice Braga      | Anna           |
| Charlie Tahan    | Ethan          |

## Achtergrond

### Ontwikkeling

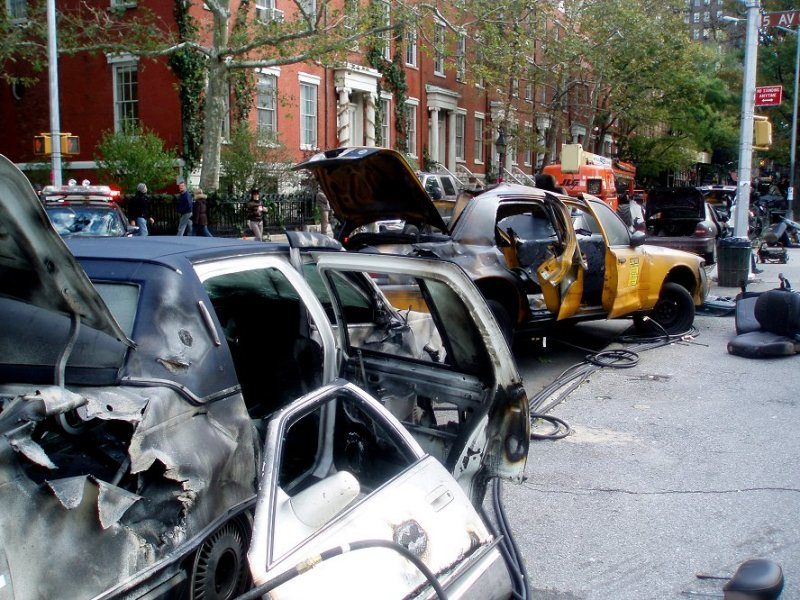
De set van I Am Legend, gereed voor de opname van een scène

In 1995 begon Warner Bros. met de ontwikkeling van de film, waarvoor ze de rechten van de roman van Richard Matheson uit 1954 al sinds 1970 in handen had. Acteurs Tom Cruise, Mel Gibson en Michael Douglas zouden interesse hebben getoond in de hoofdrol, waarvoor een scenario van Mark Protosevich zou worden gebruikt. Ridley Scott werd aangesteld als regisseur en uiteindelijk kreeg Arnold Schwarzenegger de voorkeur boven andere bekende acteurs. Scott zette het project vrijwel meteen naar zijn hand: hij verving Protosevich en producer Neal H. Moritz voor scenarist John Logan en producer Bau Marks, stelde ontwerpers aan om de sets en monsters te visualiseren en huurde een Brits effectenbedrijf in om CGI-beelden te ontwikkelen. In de loop van enkele maanden intensieve samenwerking was de versie van Scott en Logan veranderd van een actiethriller in een esoterische, donkere art-film. De actie en horrorscènes waren bijna ondergeschikt aan het psychologische drama van het eenzame hoofdpersonage en het einde van deze versie was somber en pessimistisch. De studio, zich ervan bewust dat ze Scott te veel vrijheid hadden gegeven, drong erop aan meer actie toe te voegen. Scotts versie was commercieel niet interessant genoeg en zou met een budget van boven de 100 miljoen dollar té duur worden, tenzij het scenario zou worden aangepast. Protosevich keerde terug als scenarioschrijver, maar ondanks een nieuwe versie met meer actie en minder locaties (dus een lager beoogd budget), haalde Warner Bros. de stekker uit het project. De laatste films van zowel Schwarzenegger als Scott, presteerden ondermaats in de bioscopen en Warners recente sciencefictionspektakels Sphere en The Postman deden het evenmin goed. Toch bleef de studio interesse houden in het project: eind jaren 90 met regisseur Rob Bowman en acteur Nicolas Cage en enkele jaren later met regisseur Michael Bay en acteur Will Smith. Toen dit tweetal besloot Bad Boys II te maken leek de angel wederom uit het project, maar Will Smith bleef toch aan als hoofdrolspeler en hoopte dat Guillermo del Toro de regie zou overnemen. Deze bedankte voor de eer om Hellboy II: The Golden Army te maken. Uiteindelijk werd videoclipregisseur Francis Lawrence aangesteld als regisseur in 2005 en werd de ervaren Hollywood-scenarist Akiva Goldsman aangetrokken om het scenario en de productie in goede banen te leiden. Voor de uiteindelijke versie van de film zijn zowel Protosevich als Goldsman gecrediteerd als schrijvers.

### Acteurs
In april 2006 tekende Will Smith voor de rol van Robert Neville. Hij zei dat hij voor I Am Legend had gekozen omdat hij voelde dat het zoiets was als Gladiator of Forrest Gump, films met prachtige, door het publiek gewaardeerde elementen, maar ook met een veelbelovende artistieke waarde. "Dit liet me altijd voelen dat er voor mij mogelijkheden in zaten." De acteur vond de rol van Neville een van zijn grootste acteuruitdagingen sinds hij de rol van Muhammad Ali vertolkte in de film Ali uit 2001. Hij zei dat "het moeilijker is om het conflict op te zoeken als je alleen bent."

### Vervolg
Kort nadat de film in december 2007 was uitgekomen werd er bekendgemaakt dat er plannen waren voor een vervolgfilm die zou dienen als een prequel. Echter op 4 mei 2011 maakte regisseur Francis Lawrence bekend dat dit project niet uitgevoerd zou worden. Jaren later, in maart 2022, maakte distribiteur Warner Bros. bekend toch aan een vervolgfilm te werken.